# Mikko Kokslien
Mikko Kokslien (Lillehammer, 10 marzo 1985) è un combinatista nordico norvegese.

## Biografia

### Stagioni 2003-2009
Mikko Kokslien ottiene il suo primo risultato di rilievo il 29 gennaio 2003 a Oberwiesenthal, in Germania, piazzandosi 19º in una gara sprint K95/7,5 km, valida ai fini della Coppa del Mondo B. Nello stesso anno partecipa ai Mondiali juniores di Sollefteå, in Svezia, aggiudicandosi la medaglia d'argento nella gara di partenza in linea a squadre (K107/staffetta 4x5 km). Nell'edizione dell'anno seguente fa ancora meglio, vincendo l'oro nella gara a squadre K90/staffetta 4x5 km a Stryn, in Norvegia.
Esordisce in Coppa del Mondo disputando una gara a squadre l'11 febbraio 2005 a Pragelato, in Italia, giungendo 8º. Dopo alcune stagioni interlocutorie nel 2009 compie il salto di qualità vincendo una medaglia di un bronzo nella gara a squadre HS134/staffetta 4x5 km a tecnica libera ai Mondiali di Liberec, in Repubblica Ceca. Nella stessa stagione sale anche per la prima volta suo podio in Coppa del Mondo, con il terzo posto in una Gundersen conquistato sulle nevi di casa di Vikersund.

### Stagioni 2010-2020
Ai XXI Giochi olimpici invernali di Vancouver 2010  si classifica 32º nel trampolino normale e 39º nel trampolino lungo; nella stessa stagione conquista la prima vittoria in Coppa del Mondo, il 13 marzo 2010 a Oslo.
Sempre in patria, ai Mondiali di Oslo 2011, vince due bronzi nelle competizioni a squadre dal trampolino normale (HS 106/staffetta 4x5 km) e dal trampolino lungo (HS 134/staffetta 4x5 km) e al termine della stagione agonistica conclude secondo in classifica generale, alle spalle del francese Jason Lamy-Chappuis.
Ai Mondiali della Val di Fiemme 2013 ottiene come miglior risultato il 5º posto nella sprint a squadre, mentre ai XXII Giochi olimpici invernali di Soči 2014 è 13º nel trampolino normale. L'anno dopo ai Mondiali di Falun 2015 ha vinto la medaglia d'argento nella gara a squadre dal trampolino normale; due anni dopo, nella rassegna iridata di Lahti 2017, ha vinto la medaglia d'argento nella gara a squadre dal trampolino normale e si è classificato 13º nel trampolino normale.

## Palmarès

### Mondiali
- 5 medaglie:
  - 2 argenti (gara a squadre dal trampolino normale a Falun 2015; gara a squadre dal trampolino normale a Lahti 2017)
  - 3 bronzi (gara a squadre a Liberec 2009; gare a squadre dal trampolino normale, gare a squadre dal trampolino lungo a Oslo 2011)

### Mondiali juniores
- 2 medaglie:
  - 1 oro (gara a squadre a Stryn 2004)
  - 1 argento (partenza in linea a squadre a Sollefteå 2003)

### Coppa del Mondo
- Miglior piazzamento in classifica generale: 2º nel 2011
- 39 podi (24 individuali, 15 a squadre):
  - 15 vittorie (7 individuali, 8 a squadre)
  - 13 secondi posti (9 individuali, 4 a squadre)
  - 11 terzi posti (8 individuali, 3 a squadre)

#### Coppa del Mondo - vittorie
| Data             | Località            | Nazione    | Trampolino                  | Spec.                                                            |
| ---------------- | ------------------- | ---------- | --------------------------- | ---------------------------------------------------------------- |
| 13 marzo 2010    | Oslo                | Norvegia   | Holmenkollen HS123          | T LH/4x5 km (con Petter Tande, Jan Schmid e Magnus Moan)         |
| 4 dicembre 2010  | Lillehammer         | Norvegia   | Lysgårdsbakken HS138        | IN LH/10 km                                                      |
| 14 gennaio 2011  | Seefeld in Tirol    | Austria    | Toni Seelos HS109           | T NH/4x5 km (con Magnus Moan, Håvard Klemetsen e Jan Schmid)     |
| 7 gennaio 2012   | Oberstdorf          | Germania   | Schattenberg HS137          | T LH/4x5 km (con Magnus Moan, Jan Schmid e Jørgen Graabak)       |
| 8 gennaio 2012   | Oberstdorf          | Germania   | Schattenberg HS137          | IN LH/10 km                                                      |
| 4 febbraio 2012  | Val di Fiemme       | Italia     | Giuseppe Dal Ben HS134      | T SP LH/2x7,5 km (con Magnus Moan)                               |
| 11 febbraio 2012 | Almaty              | Kazakistan | Gorney Gigant HS140         | IN LH/10 km                                                      |
| 12 febbraio 2012 | Almaty              | Kazakistan | Gorney Gigant HS140         | IN LH/10 km                                                      |
| 16 dicembre 2012 | Ramsau am Dachstein | Austria    | W90-Mattensprunganlage HS98 | IN NH/10 km                                                      |
| 5 gennaio 2013   | Schonach            | Germania   | Langenwaldschanze HS106     | T NH/4x5 km (con Håvard Klemetsen, Magnus Moan e Jørgen Graabak) |
| 1º dicembre 2013 | Kuusamo             | Finlandia  | Rukatunturi HS142           | T LH/4x5 km (con Håvard Klemetsen, Magnus Krog e Jørgen Graabak) |
| 14 dicembre 2013 | Ramsau am Dachstein | Austria    | W90-Mattensprunganlage HS98 | T SP NH/2x7,5 km (con Jørgen Graabak)                            |
| 11 gennaio 2014  | Chaux-Neuve         | Francia    | La Côté Feuillée HS118      | IN LH/10 km                                                      |
| 7 dicembre 2014  | Lillehammer         | Norvegia   | Lysgårdsbakken HS138        | IN LH/10 km                                                      |
| 20 dicembre 2014 | Ramsau am Dachstein | Austria    | W90-Mattensprunganlage HS98 | T NH/4x5 km (con Håvard Klemetsen, Jan Schmid e Jørgen Graabak)  |

Legenda:

IN = individuale Gundersen

SP = sprint

T = gara a squadre

NH = trampolino normale

LH = trampolino lungo